# Gerbaix

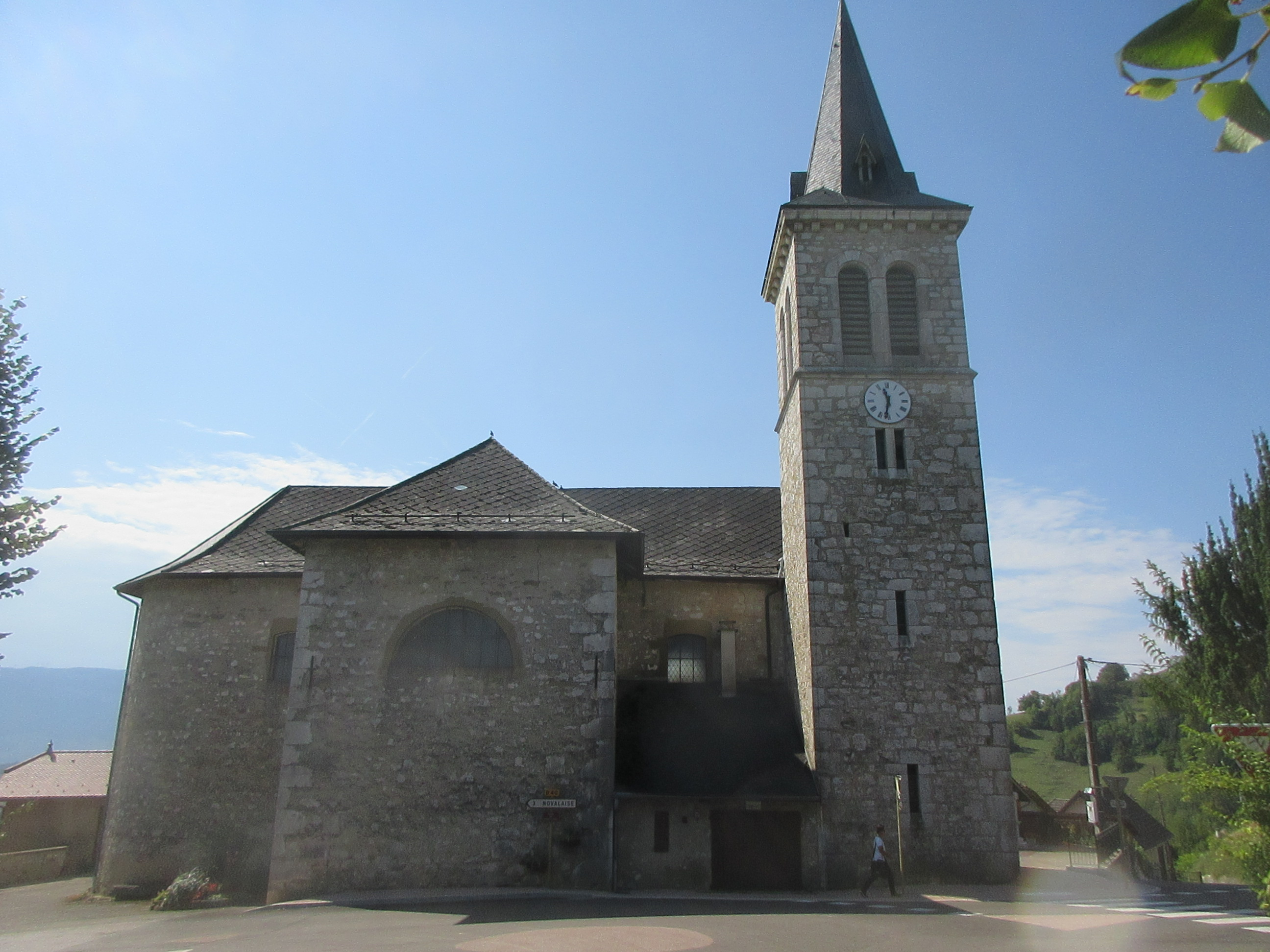
Kirche Saint-Georges in Gerbaix

Gerbaix ist eine französische Gemeinde mit 445 Einwohnern (Stand: 1. Januar 2022) im Département Savoie in der Region Auvergne-Rhône-Alpes. Sie gehört zum Kanton Bugey savoyard im Arrondissement Chambéry und ist Mitglied im Gemeindeverband Lac d’Aiguebelette.

## Geographie
Gerbaix liegt etwa 16 km westnordwestlich von Chambéry. Nachbargemeinden von Gerbaix sind Saint-Pierre-d’Alvey im Norden, Marcieux im Osten, Novalaise im Süden und Südosten, Sainte-Marie-d’Alvey im Südwesten sowie Saint-Genix-les-Villages mit Saint-Maurice-de-Rotherens im Westen und Nordwesten. An der nördlichen Grenze zu Saint-Pierre-d’Alvey entspringt das Flüsschen Flon und entwässert zur Rhône.

## Bevölkerungsentwicklung
| Jahr                       | 1962 | 1968 | 1975 | 1982 | 1990 | 1999 | 2006 | 2013 |
| -------------------------- | ---- | ---- | ---- | ---- | ---- | ---- | ---- | ---- |
| Einwohner                  | 186  | 162  | 143  | 152  | 288  | 322  | 392  | 381  |
| Quellen: Cassini und INSEE |      |      |      |      |      |      |      |      |

## Sehenswürdigkeiten
- Burgruine Gerbaix aus dem 13. Jahrhundert